# Auls (stacja kolejowa)
Auls (biał. Аульс, ros. Аульс) – stacja kolejowa w dzielnicy Auls, w Grodnie, w obwodzie grodzieńskim, na Białorusi.
Od stacji odchodzą liczne bocznice do okolicznych zakładów przemysłowych.